# Germinon
Germinon é uma comuna francesa na região administrativa do Grande Leste, no departamento de Marne. Estende-se por uma área de 19.61 km², e possui 174 habitantes, segundo o censo de 2018, com uma densidade de 8.9 hab/km².